# Anat Ashkenazi
Anat Ashkenazi é a CFO da Alphabet Inc.. Ela trabalhou anteriormente na Eli Lilly and Company desde 2001, onde terminou como CFO.

## Vida e carreira
Uma israelense, Ashkenazi obteve um diploma em finanças e economia pela Hebrew University of Jerusalem e um MBA pela Tel Aviv University. Ela trabalhou no setor de serviços financeiros em Israel, incluindo para Ma'alot Standard & Poor's e Bank Hapoalim.